# Antazolină
Antazolina este un antihistaminic H1 și un anticolinergic derivat de imidazolină, fiind utilizat în tratamentul alergiilor. În tratamentul conjunctivitei, este utilizat în asociere cu nafazolina, sau cu tetrizolina.